# Stenopogon silaceus
Stenopogon silaceus là một loài ruồi trong họ Asilidae. Stenopogon silaceus được Martin miêu tả năm 1968. Loài này phân bố ở vùng Tân Bắc giới.